# Martin Pelzl
Martin Pelzl (* 1967/1968) ist ein ehemaliger deutscher Basketballspieler und -trainer.

## Werdegang
Pelzl, dessen Mutter Gisela und Vater Gerhard Pelzl Basketball-Länderspiele für die Deutsche Demokratische Republik bestritten, war ebenfalls DDR-Nationalspieler. Martin Pelzl kam auf 13 Jugend-Länderspiele sowie drei A-Länderspiele, an denen er im November 1989 im Rahmen eines Turniers im slowakischen Žilina mitwirkte. Auf Vereinsebene spielte er für die SG KPV 69 Halle.
Er studierte bis 1993 in Halle Chemie. Im Basketball-Verband Sachsen-Anhalt hatte Pelzl von 1998 bis 2002 das Amt des Pressewarts inne. Pelzl war Trainer beim SV Halle, ab 2001 betreute er die Herrenmannschaft in der Regionalliga Nord und blieb bis 2004 im Amt. Zu seinen Spielern in Halle gehörte Peter Fehse. Er war beim SV Halle ebenfalls Trainer der U20-Jugendmannschaft. Später war Pelzl Trainer beim Hallescher SC 96 und im Frühjahr 2008 aushilfsweise bei der zweiten Mannschaft des Mitteldeutschen BC.
Beruflich wurde Pelzl als Journalist und Redakteur der Leipziger Volkszeitung tätig. Pelzl veröffentlichte Berichte in weiteren Medien, darunter die Mitteldeutsche Zeitung und die Fachzeitschrift Basketball.